# 斯基普頓
斯基普頓（Skipton）是英格蘭北約克郡的一個城鎮和民政教區，在歷史上屬於西約克郡，位於布拉德福德西北16英里（26），約克以西38英里（61）。據2011年人口普查，斯基普頓有人口14,623人。